# Бажутин, Андрей Михайлович
Андрей Михайлович Бажутин (17 сентября 1971, Свердловск) — координатор и лидер протестного движения, избранный официальный представитель водителей-дальнобойщиков, выступающих против системы взимания платы «Платон».
Андрей Бажутин являлся одним из организаторов «Похода на Москву» питерских и других северо-западных дальнобойщиков России на акцию протеста против введения системы взимания платы «Платон» за проезд грузовых автомобилей грузоподъемностью более 12 тонн по российским дорогам. Председательствовал на встрече водителей большегрузных автомобилей в Санкт-Петербурге по выбору представителей для обсуждения вопросов с представителями государственных органов по проблеме взимания платы с водителей грузовиков.

## Предпринимательская деятельность
Генеральный директор и один из учредителей ООО «Транспорт-сервис» (грузоперевозки), основанного в 2009 году.
Учреждал в 1998 году собственное «ИП Бажутин». ИП утратило государственную регистрацию в 2005 году. С 2009 года по 8 мая 2014 года занимался предпринимательской деятельностью в сфере грузоперевозок в качестве индивидуального предпринимателя — деятельность была прекращена в связи с принятием судом решения о признании его несостоятельным.

## Карьера
7 декабря 2015 года был избран официальным представителем участников протестного движения водителей-дальнобойщиков.
30 апреля 2016 года был избран председателем «Объединения перевозчиков России», возникшего в декабре 2015 года как разрозненные профессиональные объединения в регионах РФ.
«Объединение» зарегистрировано как общественная организация 23 января 2017 года.
Объединение позиционирует себя как канал взаимодействия с властью на разных уровнях на основе региональных и федеральных рабочих групп. Большое внимание организация уделяет правовой и технической поддержке для того, чтобы улучшить условия работы и систему ставок для членов союза путем объединения людей, работающих в сфере автоперевозок, на принципе коллегиальности и коллективного руководства.

## Общественная деятельность
27 мая 2016 года организовал автопробег, целью которого была инспекция автомобильных дорог РФ и сбор средств на поддержку организации. В качестве лидера автопробега был выбран предприниматель Дмитрий Потапенко. Также, в рамках автопробега, было принято решение поддержать, так называемый «тракторный марш» фермеров на Москву, который начался 21 августа в Краснодарском крае. 23 августа несанкционированное мероприятие было остановлено. 24 августа Бажутин и несколько его соратников были арестованы в Воронежской области за участие в организации несанкционированной акции.
25 декабря 2016 года, Суд Московского района Петербурга лишил водительских прав сына Андрея Бажутина за сломанный шлагбаум на Западном скоростном диаметре (ЗСД).
29 декабря, проезжая по ЗСД, был задержан в Санкт-Петербурге после того как вышел на открытый конфликт с инспекторами ГИБДД, отказываясь платить за проезд по платному участку Диаметра.
5 января несколько водителей вместе с Бажутиным заблокировали проезды на пропускном пункте ЗСД, намеренно протаранив несколько шлагбаумов. В результате акции, чтобы разгрузить образовавшуюся пробку, сотрудники Диаметра начали пропускать основной поток машин без оплаты.
В рамках подготовки к «общероссийской стачке», после пресс-конференции 13 марта в Росбалт, Бажутин с соратниками отправился в Германию на собранные с членов организации деньги, чтобы обменяться опытом с профсоюзом перевозчиков по противодействию системе. Однако в СМИ появилась информация, что члены ОПР встречались с представителями Национального фонда демократии (NЕD). Журналисты «Агентства федеральных расследований» выяснили, что у Бажутина также имеются задолженности на сумму более 2 миллионов рублей (кредитные платежи, госпошлины, штрафы ГИБДД, налоги).
27 марта, в день старта заявленной стачки Бажутин выехал на своем автомобиле с младшим сыном в город и был остановлен сотрудниками ДПС, при проверке выяснилось, что водитель лишен права управления транспортным средством.
По сообщениям коллег, Бажутин понимал, что лишен водительского удостоверения еще задолго до этих событий, но, тем не менее, решил сесть за руль. На водителя был составлен протокол о нарушении, который он отказался подписать. После этого Бажутина доставили в суд для рассмотрения нарушения. По решению суда Приморского района он получил 14 суток административного ареста. В то время как находился под арестом, а жена в медицинском учреждении специалисты отдела опеки и попечительства и инспектор по делам несовершеннолетних проверили адрес жительства семьи Бажутина, чтобы убедиться, в том, что несовершеннолетние дети остались без присмотра и принять соответствующие меры по уходу за ними на время пребывания родителей вне дома. По прибытии сотрудники встретили Наталью Бажутину и убедились, что детям ничего не угрожает. «На сегодняшний день факта утраты попечения над несовершеннолетними детьми и фактов нарушения прав последних в семье Бажутиных не выявлено. Оснований для постановки вышеуказанной семьи на профилактический учет не имеется», — заключили в органах опеки.
В связи с ситуацией, арест Бажутину был сокращен до 5 суток.
В декабре 2017 года возглавляемое Бажутиным «Объединение перевозчиков России» было признано Министерством юстиции РФ «иностранным агентом» на основании наличия признаков политической деятельности и иностранного финансирования: «Объединение участвует в организации и проведении митингов и собраний, выступает с публичными обращениями к государственным органам, их должностным лицам, в том числе направленным на принятие, изменение, отмену законов или иных нормативных правовых актов. Кроме того, объединение распространяет мнения о принимаемых государственными органами решениях и проводимой ими политике и формирует общественно-политические взгляды и убеждения, в том числе путем опросов, социологических исследований, вовлекает граждан в политическую деятельность».